# N'Zébéla
N'Zébéla est un village et une sous-préfecture de Guinée, rattaché à la préfecture de Macenta et la région de Nzérékoré. 

## Population
En 2016, le nombre d'habitants est estimé à 17 399, à partir d'une extrapolation officielle du recensement de 2014 qui en avait dénombré 16 268 .

## Éducation

### Primaire
La sous préfecture de N'zébéla a deux écoles Primaires N'zébéla I et  N'zébéla II.

#### Secondaire
Elle a un seul collège